# ダンガンロンパ 希望の学園と絶望の高校生
『ダンガンロンパ 希望の学園と絶望の高校生』（ダンガンロンパ きぼうのがくえんとぜつぼうのこうこうせい）は、2010年11月25日にスパイク（現スパイク・チュンソフト）から発売されたPlayStation Portable用ゲームソフトである。ダンガンロンパシリーズの第1作目にあたる。
2012年12月10日にテレビアニメ化が発表され、2013年7月4日から9月26日まで放送された。
2014年10月29日から11月3日にかけて、日本青年館において『ダンガンロンパ THE STAGE』のタイトルで舞台化された。

## 概要
「超高校級」と称される優れた能力を持つ高校生ばかりが集められた「希望ヶ峰学園」に入学した生徒達が、「卒業するためには仲間を殺すこと」というルールの元に次々と発生する殺人事件を「学級裁判」で解決していく、推理アドベンチャーゲームを主体にアクションゲームの要素を加えたゲーム作品。公式側からは「ハイスピード推理アクション」とジャンル付けされている。クローズドサークル系のミステリー作品としての側面を持つ。「希望」と「絶望」を主軸としたシナリオ、予測困難などんでん返しも特徴となっている。
シナリオを担当した小高和剛は、星海社のインタビューにおいて西尾維新などのメフィスト系を意識したポップな方向のミステリを目指したと答えている。

### 廉価版・移植版
2011年11月23日には視認性や操作性を向上させる改良や追加コンテンツを収録した廉価版、および特典DVD・CDやモノクマストラップなどを同梱した限定パッケージ「超高校級の限定BOX」が発売された。
後にスマートフォン用アプリゲームへの移植版として、上記の廉価版をベースとしたiOS版が2012年8月21日に、Android版が2012年8月27日に配信開始された。本編1章が無料となっている他、ミニゲームの操作方法などが一部変更されている。こちらは共に2015年配信終了。
2013年10月10日にはPlayStation Vitaで続編との同梱移植版『ダンガンロンパ1・2 Reload』が発売。グラフィックの高画質化と、今作部分に『スーパーダンガンロンパ2 さよなら絶望学園』にて取り入れられたアイランドモードにあたる「スクールモード」の追加が行われている。
また、北米・欧州地域でのアニメ放送に合わせ、2014年2月11日に両地域でNIS Americaから『DANGANRONPA: Trigger Happy Havoc』のタイトルで、PlayStation Vitaソフトとして販売された。本作品にPS Vita向けのチューニングを施し、英語テキストおよび英語・日本語にて音声ローカライズを行っている。
2016年2月18日には、PC向け移植版『Danganronpa: Trigger Happy Havoc』のSteamでの販売が開始された。当初は対応OSがWindowsとMac OS Xのみだったが、2016年2月23日のアップデートでLinuxにも対応した。同年4月には2作目も同様に発売された。また、当初は欧米のPS Vita版同様にテキストは英語のみで音声のみ英語・日本語両対応だったが、2016年8月5日のアップデートにて2作目と共にテキストの日本語・中国語（繁体字）表示に対応した。開発はスパイク・チュンソフトとAbstraction Gamesが担当。
2017年5月18日には『ダンガンロンパ1・2 Reload』がPlayStation 4で発売。
2017年7月28日にはDMM.com PC ゲームフロアでもWindows・Mac OS X版の販売が2作目と共に開始された。起動するためのクライアントが異なることを除いてはSteam版とほぼ同内容。
2020年5月21日にはスマートフォン用アプリゲームへの再移植版として、iOS/Android版『ダンガンロンパ 希望の学園と絶望の高校生 Anniversary Edition』が配信開始された。「ダンガンハイスクール」も収録した上で、新たに「シンミツギャラリー」「キャラクターギャラリー」「アルティメットギャラリー」が追加収録されている。2021年11月4日にはNintendo Switch版にも発売され、更に2022年1月18日、突如として公式TwitterでXbox One版とWindows 10版にもリリースされることを発表し同日配信された。

## あらすじ
どこにでもいそうな平凡な少年・苗木誠は、「超高校級の才能」を持つ現役高校生しか入学出来ない羨望の象徴「希望ヶ峰学園」に「超高校級の幸運」として抽選で選ばれたことを機に、「卒業すれば人生の成功が約束される」というこの学園に入学することになる。
迎えた入学式の日、意気揚々と希望ヶ峰学園の中へ入っていこうとする苗木だったが、玄関ホールに入ったところで急激なめまいに襲われ意識を失ってしまう。
苗木が目を覚ますと、そこは既に学園校舎の教室内であった。しかし違和感はそれだけに留まらず、校舎の窓は鉄板で塞がれ監視カメラとテレビモニターが至るところに設置されて圧迫感に満ちており、校舎全体からも異様な雰囲気が漂っていた。
校舎の玄関ホールに戻ってきた苗木はそこに集っていた他の新入生達と出会うが、彼らもみな同様にめまいに襲われ意識を失っていたのだという。異常事態はそれだけではなく、玄関にはそれまでなかった鋼鉄の扉が設置され外界から完全に遮断されており、苗木達新入生は希望ヶ峰学園に幽閉されてしまったことに気付く。
困惑する面々を前に現れた謎のキャラクター「モノクマ」は苗木達を体育館に呼び出し、「学園の中で一生暮らし続けること、外に出たければ誰か他の生徒を殺さなければならない」という恐ろしいルールを告げる。
これが「コロシアイ学園生活」の始まりであった。

## ルール
校則として存在するルールは最初は下記の1~6までしか表記されていないが、モノクマの一存で随時追加されていく。校内では校則は絶対であり、たとえモノクマであろうと破ることは許されない。基本的には以下のルールで殺人の捜査および裁判が行われる。
- 殺人を行った者をクロ（犯人）とする。
- 後述のルールで遺体が発見されると捜査開始となり、一定時間捜査が行われる。
- 捜査結果に基づき、その時点の生存者全員による「学級裁判」が行われる。
- 学級裁判後の生徒による投票で、クロが犯人とされたらクロだけが「おしおき」（公開処刑）される。クロではない人物が選ばれた場合、クロは「卒業」となり学園からの脱出が許され、クロ以外の全員が「おしおき」される。
- 共犯がいたとしてもクロになれるのは直接手を下した犯人だけ。

### 校則一覧
1. 生徒達はこの学園内だけで共同生活を行いましょう。共同生活の期限はありません。
2. 夜10時から朝7時までを“夜時間”とします。夜時間は立ち入り禁止区域があるので、注意しましょう。
3. 就寝は寄宿舎に設けられた個室でのみ可能です。他の部屋での故意の就寝は居眠りとみなし罰します。
4. 希望ヶ峰学園について調べるのは自由です。特に行動に制限は課せられません。
5. 学園長ことモノクマへの暴力を禁じます。監視カメラの破壊を禁じます。
6. 仲間の誰かを殺したクロは“卒業”となりますが、自分がクロだと他の生徒に知られてはいけません。
7. 生徒内で殺人が起きた場合は、その一定時間後に、生徒全員参加が義務付けられる学級裁判が行われます。
8. 学級裁判で正しいクロを指摘した場合は、クロだけが処刑されます。
9. 学級裁判で正しいクロを指摘できなかった場合は、クロだけが卒業となり、残りの生徒は全員処刑です。
10. 電子生徒手帳の他人への貸与を禁止します。
11. コロシアイ学園生活で同一のクロが殺せるのは、2人までとします。
12. 鍵の掛かってるドアを壊すのは禁止とします。

## ゲームシステム

### （非）日常編パート
他の学生との交流や校内の探索（学級裁判が終了するごとに移動可能なエリアが広がる）、最終的な謎や次の事件の伏線となるシナリオが進行する。
「自由行動」時には仲間の誰かと一緒に過ごすことが出来る。裁判終了時や探索時に入手できるモノクマメダルを使い「モノモノマシーン」を回すことでプレゼントアイテムを入手可能で、自由行動で一緒に過ごした仲間にプレゼントアイテムを渡すことで好感度を上げることも可能。
仲良くなると学級裁判を有利にする「スキル」を習得したり、スキルポイントの上限値が上がる等の特典がある。

### 非日常編パート
事件発生による捜査パート。被害者の遺体を3人以上の学生が発見するとモノクマが遺体発見のアナウンスを行う。またその際に「モノクマファイル」と呼ばれる検死報告書が各人に配布される。そこから事件の捜査が始まり、あらかじめ決められた証拠集めが終わるとモノクマが捜査終了のアナウンスを行う。

### 学級裁判パート

#### 学級裁判の基本説明
- 司会進行役となる議長を置かず（モノクマは原則として立会人）、参加者全員がそれぞれ検事・被告・陪審員を兼ねる。
- それぞれの参加者が思い思いの発言をするのでその中から矛盾した発言を「言弾（コトダマ）」を使って「論破」していく。するとフリートークが展開して議論の流れや展開が変わる。
- 議論が発展すると、アクションゲーム風のミニゲームが発生したり、他のキャラからの事実確認や新事実の提示・人物指名なども求められる。入手した証拠から推理した選択肢を選んだり議論内容に対応する証拠を突きつけたりすることで進行していく。
- どの場合においてもミスをすると発言力というパラメータが減少し、0になると主人公が事件犯人に投票され、ゲームオーバーとなる。発言力は議論や正しい選択肢を選ぶと少しずつ回復していく（ミニゲームのクリアのみでは回復しない）。
- 各選択肢およびミニゲーム中は制限時間が存在し、これが0になっても時間切れと言う形でゲームオーバーとなる。
- ミニゲーム中は、クライマックス推理以外はRボタンを押して集中力を消費することで、状況を有利にすることが出来る。集中力は時間経過により自動で回復する。
- 制限時間・発言力・集中力はスキルをセットすることで増加する。また、ミニゲームではコトダマの命中精度・選択肢などの推理精度・各フェイズのクリア時間などから成績が算出され、裁判終了時にミニゲームの総合成績に応じたモノクマメダルが難易度に合わせて入手できる。

#### 学級裁判内のミニゲーム
ノンストップ議論
テーマごとに生徒たちが話し合い、その中の矛盾点を見つけ論破する。発言のウィークポイントは黄色で表示され、その部分に矛盾する「言弾（コトダマ）」と呼ばれる手掛かりを△ボタンで撃ち込むことで論破できる。論破が成功すると「論破」と書かれた苗木のセリフ付きカットインが入る。
無関係なダミーの弱点・言弾があるほか、捜査時点で入手した言弾で論破できない場合は議論内で発生するウィークポイントから△ボタンの長押しで新たに言弾を記憶する必要がある。この言弾は一発撃つか、他の言弾へ切り替えると消滅する（ループにより再度記憶することは可能）。
Rボタンを押すと集中力を消費して「精神集中」することができ、議論がスローモーションになり照準のブレが少なくなる。集中力が続く限り使用可能。
難易度が普通以上の場合、途中から「雑音セリフ」と呼ばれる議論に無関係な紫の文字が出現するようになる。これに言弾が当たると弾かれてしまう。序盤では当たり障りのない位置に出現するが、終盤になるとウィークポイントを覆い隠すように出現するため、サイレンサー（○ボタン）で排除しなければならない。
制限時間になるまで、既定発言が述べられる→全て述べられた後に苗木がヒントをつぶやく→最初から再開、を延々ループする。記憶するべき言弾が撃ち込むべき弱点よりも後に存在する場合もあるため、最初数ループは様子見をした方が確実である。×ボタンでセリフの早送り時が可能だが、制限時間も早く反映される。
閃きアナグラム
手掛かりとなるキーワードを思い出すときに始まるミニゲーム。事件に関わる重要なキーワードが文字の抜けた状態で現れ、ある程度決まったひらがながランダムに飛んでくるので一文字ずつ正しい文字を撃ち、単語を完成させる。
命中率は成績に影響し、文字の色によって何回当てればいいかに差があるため、無暗に当て発言力を減らしたり、撃ちすぎに注意する必要がある。Rボタンの効果はノンストップ議論と同様。
マシンガントークバトル
略してMTB。意見が対立する人物と議論を戦わせるミニゲーム。リズムに乗って相手のセリフを○ボタンでロックオン&△ボタンで撃破してゆき、最後に決定的な「言弾」を突き付けることで論戦に終止符を打つ。
連続でボタン入力に成功すると徐々にリズムが速くなっていく（リズムの速さは3段階あり、段階によって音楽とロックオン速度が違うが、間隔自体は常に固定）。難易度が普通以上の場合、途中から連続で破壊できる数に制限がかかり、同じくリズムに乗せて一発ずつ□ボタンでリロードする必要が出てくる。
相手のセリフが画面上に存在しない時はロックオン・撃破は無効となるので、このタイミングでリロードするのがベスト。
Rボタンを押すことでリズムや残弾数を無視して相手のセリフを破壊することができるようになる「フィーバータイム」に突入する（押し続ける必要はないが一度押すと集中力が0になるまで中断できない）。
このミニゲームのみ、高難易度時に相手が有利となる「ネガティブタイム」が存在し、この間はリズムを取ることが困難になるため、このタイミングで「フィーバータイム」を使うのが妥当。
人物指名
事件に関係している怪しい人物を指す。成績の評価対象にはならないが、間違った人物を指名すると発言力が減少する。
クライマックス推理
裁判の最終局面で事件の総まとめを行うミニゲーム。発生した事件の流れの再現がコミックで描かれているが、ところどころ抜けているコマがあるため、不自然にならないようにコマを埋めていく。
すべてのコマを埋めると検証が始まり、途中で間違っていたらそこからやり直しになる。難易度が普通以上では用意されたコマの中には無関係の物や、過去の事件に使われたのが混ざったダミーも含まれている。
また、コマは要所となる絵が丸く切り取られている形となっているので、コマの形から判断することはできない。
人物指名同様裁判後の成績の評価対象にならないため、制限時間が切れるまでじっくり考えることが可能。

### おまけモード
原作であるPSP版には存在せず、PS Vita/PS4版『1・2Reload』、PC版、iOS/Android版『Anniversary Edition』のみ追加収録。
スクールモード
作中の正式タイトルは『とっきめき だんがんハイスクール 〜叶えて、虹色のPure Heart〜』。一度ゲームクリアすると出現し、続編『2』のアイランドモードと同様にコロシアイではなく生徒たちと交流するifの展開が描かれる。

## 登場人物
声はゲームおよびアニメ版のキャスト。舞台版のキャストは#舞台を参照のこと。

主人公である苗木誠を除き、記載順は説明書のものに準じる。物語の展開上、物語が進んでいくと殺害されたりクロとして処刑されるなどで生徒の数が減っていく。

### 主人公
苗木 誠（なえぎ まこと）
声 - 緒方恵美
本作の主人公である少年。誕生日は2月5日。身長160cm。体重52kg。胸囲75cm。血液型A型。
一人称は「ボク」。男性に対しては「名字＋クン」、女性に対しては「名字＋さん」で呼ぶ。
やや引っ込み思案だが、人よりすこし前向きで諦めの悪い性格。学生ブレザーの下にパーカーを着込んでいる。髪は薄茶で頭頂部に左曲がりのアンテナ（アホ毛）がある。アンテナは他キャラクターに比べると特筆すべき特徴が少ない苗木のトレードマークとなっている。
特筆すべき才能を持たず、勉強・運動ともに「それなり」で趣味はゲームという何の変哲もない平均的な普通の高校生だったが、そんな平均的学生たちの中から抽選で選ばれ入学を果たしてしまった超高校級の「幸運」。両親と妹からは入学を喜ばれていた。身長が妹より低いことを少し気にしている。
映画・音楽などの好みは「ランキング番組でも見ればその1位になるヤツが大抵そう」だと自称するほどの平凡な人間で、上記の人より少し前向きなことが唯一の取り柄である。そのため、他の超高校級の面々と一緒にいる際に自分の存在が小さいものと感じている節がある。プロローグで登場するWEB上の掲示板でも、学園入学前の実績が皆無である苗木の記述は存在していない。
また、幸運と言われつつも、作中セレスと交わされるギャンブルの話題の中でしっかり搾り取られてしまったり、自分の部屋のバスルームのドアだけ建て付けが悪かったり、面倒事を押しつけられたりすることから、モノクマから「超高校級の“不運”」等と揶揄される。しかしその下地から滲み出る謙虚さ、素直さから全てのメンバーと衝突することなく会話ができており、超高校級のアイドルである舞園からも却って「変わってる」と言われるシーンもある。
前述のように特別な才能もない普通の高校生であるが、正義感はあり、死んでしまった仲間達の想いを背負いながら黒幕を倒すことを決意し、幾度の戦いを経て成長していく。
学級裁判で犯人が判明しても積極的に犯人を責めたりはせず、責められるべきはこのコロシアイを仕組んだ黒幕であると一貫して考えている。
学級裁判での決め台詞は「それは違うよ！」、「これで証明するよ！」などを発言する。
『スーパーダンガンロンパ2 さよなら絶望学園』『絶対絶望少女 ダンガンロンパ Another Episode』『ダンガンロンパ3 -The End of 希望ヶ峰学園-』（『未来編』ではメイン主人公として『絶望編』では第5話・第11話）にも登場する。『ダンガンロンパ3 未来編』ではスーツ姿で登場し、デスゲームの中にいても自分の幸運を信じて前向きでいたりみんなを信じて自らのNG行動を明かすなどそれなりの個性を持った人物として描かれており、朝日奈からもかっこいいと言われた。

### 主要人物
モノクマ
声 - 大山のぶ代
一人称は「ボク」。男性に対しては「名字＋クン」、女性に対しては「名字＋さん」で呼ぶ。
自らを希望ヶ峰学園の学園長と名乗るクマのぬいぐるみ。身長65cm。本作のトリックスター。右半身は白地に点目の可愛らしい顔だが、左半身は黒地で裂けるような赤い目を持ち、鋭い牙を有する。本人は愛らしいマスコットキャラクターを自負しているが、他の登場人物たちはそうは思っていない。「うぷぷぷぷぷ〜」という笑い方をする。
陽気な言動に反して性格は極めて残忍かつ品性下劣でどんなに悲劇的なシーンであっても悪趣味な冗談を飛ばし、生徒同士に殺し合いを行わせたうえ、おしおきと称する凄惨な処刑を行っても「ワックワクのドッキドキだよね！」「エクストリーム！」と叫び笑っている。学園の至る所を常に監視しており、何か生徒達に不穏な動きがあれば突然目の前に出現する。
モノクマへの暴行は校則で禁止されており、それを破るとおしおきで罰せられたり、モノクマが爆発したりする。学園内には同じモノクマが多数存在するため、爆発してもモノクマは即復活する。
モノクマは主人公ではなく敵役であるが、演じた大山のぶ代はコンピュータゲームのPV・テレビアニメなどのクレジットタイトルでは出演声優の中で一番上に記述されている。
スクールモードでは、あまりの楽しみに浮かれて事前に予備のモノクマを作るのを忘れてしまい、結果として計画は破綻してしまうことになった。
『スーパーダンガンロンパ2 さよなら絶望学園』『絶対絶望少女 ダンガンロンパ Another Episode』『ニューダンガンロンパV3 みんなのコロシアイ新学期』『ダンガンロンパ3 -The End of 希望ヶ峰学園- 未来編』（『絶望編』では彼のぬいぐるみ）にも登場する。
舞園 さやか（まいぞの さやか）
声 - 大本眞基子
超高校級の「アイドル」。誕生日は7月7日。身長165cm。体重49kg。胸囲83cm。血液型B型。
一人称は「私」。男性に対しては「名字＋君」、女性に対しては「名字＋さん」で呼ぶ。
5人組の国民的アイドルグループでセンターマイクを務める、黒髪ロングヘアにセーラー服、白いラインの入ったニーソックスという正統派の美少女。
清楚で丁寧な物腰だが言動には一本芯が通っており、真面目なしっかり者として周囲からの信頼も厚い。
苗木の中学校時代におけるクラス違いの同級生だが、高嶺の花の舞園と凡人の苗木との間に接点は一切なかった。しかし苗木が舞園を可憐なアイドルとして強く意識していたことはもちろん、舞園も苗木の優しさが印象に残っていたらしく、苗木が同級生であることを覚えていた。
突然発生した異常な状況において唯一面識のある苗木を信頼し、彼の助手を名乗り出る。苗木が考えていることを直感でズバズバ言い当て、その理由を冗談めかして「エスパーですから」と言っているが、真偽は不明。反面、何の努力もせず、軽い気持ちで夢を変える桑田にはあまり良い印象は抱いていない。
名前は明かさないが劇中で「身近に好きな人がいる」らしい。
Reloadのスクールモードでは、複数周回分の本編での記憶を持っているかのような描写が見られる。
自由行動時での交流で入手できるスキルは、マシンガントークバトルで相手に与えるダメージが上昇する「美声」。
『ダンガンロンパ3 -The End of 希望ヶ峰学園-』の『絶望編』の第4話にも写真のみ登場し第11話にも少しだけ登場している。グラビアアイドルのような仕事もしていた事が明らかとなった。『未来編』の第11話にも幻影として登場した。
桑田 怜恩（くわた れおん）
声 - 櫻井孝宏
超高校級の「野球選手」。誕生日は1月3日。身長175cm。体重67kg。胸囲80cm。血液型A型。
一人称は「オレ」。男女共に名字で呼び捨てで呼ぶ（舞園のことは本編では呼び捨てだが、特典などではちゃん付けで呼んでいる）。
出身は高校野球全国大会の常連校で、エースの四番打者としてチームを優勝に導いた。しかし、真面目に努力することは嫌っており、一度も野球の練習をしないまま高校野球の頂点に到達した野球の才能の塊。
規則で仕方なく坊主頭にしたこともあったが、現在は髪の毛と顎鬚を伸ばし耳にもピアスを並べており、服装も態度もチャラチャラしている。
かなりの女好きで、希望ヶ峰学園に来てからは舞園がお気に入りの様子だが、彼女からは全く相手にされていない。モテるために、野球を踏み台にして“超高校級のミュージシャン”となってパンクで世界の天辺を獲るのが夢。そのミュージシャンになりたいと思う理由すらも「行きつけの美容院のお姉さんがミュージシャンが好きだから」という理由であり、舞園の好みが俳優ならそっちを目指してもいいかもとまで言っていた。
だが、しばらく野球から離れたことで、自分が実は野球が好きだったことに気が付き、前の学校に戻ってまた野球をやることを決めた。
番外編である「絶対絶望少女」の番外小説にて、彼とその従妹である仲島花音との関わりが描かれた。彼女からは好意を向けられていたが、妹としか認識していない（最も大事な人ではある様子）。自分ができることなら花音にも可能だろうと軽く考えていたりと、才能や努力に対する感性が一般人とズレていることが描写されている。また、花音との年齢差から希望ヶ峰編入時点での年齢が17歳（編入前の高校では3年生）であったことが判明している。
自由行動時での交流で入手できるスキルは、発射した言弾の速度が上がる「剛腕」とノンストップ議論で精神集中時に自動で照準がウィークポイントに合わせる「動体視力」。
『ダンガンロンパ3 -The End of 希望ヶ峰学園-』の『未来編』第11話にも幻影として登場し『絶望編』第11話にも少し登場している。
霧切 響子（きりぎり きょうこ）
声 - 日笠陽子
希望ヶ峰学園の生徒の一人である少女で超高校級の「探偵」。誕生日は10月6日。身長167cm。体重48kg。胸囲82cm。血液型B型。
一人称は「私」。男性に対しては「名字＋君」、女性に対しては「名字＋さん」で呼ぶ。
長い髪を左側だけ編み、背中側を黒いリボンで結んだ髪型が特徴のミステリアスな少女。常に黒い革手袋を着用している。極めてクールな性格であまり人と関わり合おうとせず、普段から感情を表に出さず単独行動を好む。苗木と同じく入学前の段階で情報掲示板に一切情報が存在しなかった。
推理・調査能力が高く、遺体の検死や殺害現場の調査も物怖じせず淡々とこなす。学級裁判においても、客観的で冷静な態度を崩さず、徹底的に真実を見極めようとする。日頃から捜査の為、団体行動を無視して単独で秘密裏に動いていることも多い。予想外の事態においては強引さや子供っぽさを垣間見せることもある。
自分の過去や家族に対して思うところがあり、失ってしまったことに対して恐怖を感じているという。かつては他人に踏み込みすぎてしまい判断を誤ったと感じており、人に騙されることがないように徹底して鉄仮面を貫いているが、本来は人並みの喜怒哀楽を持ち合わせている。
苗木に対しては何かしら想う物があり、単独で手に入れた情報を彼だけに教えたりしている。
自分の超高校級を教えようとしない素振りを見せるが実は彼女自身も自分の超高校級の正体を覚えていない。
自由行動時での交流で入手できるスキルは、学級裁判で精神集中していられる時間が長くなる「右脳解放」と学園探索時に調べられる場所が分かる「観察眼」（Best、Reload版は最初から使えるため、初代のみ入手できる ）。
『スーパーダンガンロンパ2 さよなら絶望学園』『ダンガンロンパ霧切』『ダンガンロンパ害伝 キラーキラー』にも登場。『ダンガンロンパ3 -The End of 希望ヶ峰学園-』の『未来編』にも登場し、『絶望編』では第5話に彼女の写真が登場しており 第11話にも少し登場する。
十神 白夜（とがみ びゃくや）
声 - 石田彰
超高校級の「御曹司」。誕生日は5月5日。身長185cm。体重68kg。胸囲81cm。血液型B型。
一人称は「俺」。男女共に名字で呼び捨てで呼ぶ。
フレームが白いアンダーリムタイプの眼鏡をかけ、黒いスーツにクロスタイを付けている。伝統ある家系の跡継ぎ枠を得て、幼い頃から帝王学を叩き込まれ完璧なエリートとして育つ。苗木によると超高校級の称号を持つメンバーの中でも別格であるらしい。徹底的な自分至上主義の選民思想の持ち主で、他者を見下しあくまで自分本位で傲慢な考え方を持つ。他人の感情を軽視する傾向もある。ただしこの性格は、それを裏打ちする教育・努力によるもので、生まれつき恵まれているなどと思われることは嫌いらしい。
世界を支配する一族の一つとして世界中で起きた未解決事件や報道されない真実、要人たちの秘密などといった「決して表には出ない情報」にも通じている。十神の力に頼らず、デイトレードで築き上げた400億を超える個人資産を所有している。元来の能力の高さゆえに簡単に結果の予想が付く世界に退屈しており、命を賭けた学級裁判も「ゲーム感覚で楽しむ」といった常人ばなれした感覚を持つ。しかしある一件を機にゲームを降りモノクマを倒すことを宣言し、ある程度は良心も見せるようになっていく。
十神一族の“特殊な世襲制度”で勝ち残った“選ばれた人間”として、常に勝利し続ける宿命と覚悟を背負っている。「戦って勝ち取ったからこその“選ばれた人間”で、最初から選ばれただけの人間など本当の意味で選ばれたとは言えない」という考えを持つ。この辺りの背景は、次回作で少し語られた。口癖は「十神の名にかけて」。
事件の核心に近い所まで到達するのだが、苗木や霧切には及ばないため、モノクマに「主人公みたいな雑魚キャラ」、朝日奈には「噛ませ眼鏡」等と呼ばれる。
自由行動時での交流で入手できるスキルは、ノンストップ議論及び閃きアナグラムで照準のブレが小さくなる「冷静沈着」と学級裁判でHPとなる発言力ゲージが5増える「羨望の発言力」。
『スーパーダンガンロンパ2 さよなら絶望学園』『絶対絶望少女 ダンガンロンパ Another Episode』『ダンガンロンパ十神』『ダンガンロンパ3 -The End of 希望ヶ峰学園-』（『未来編』では第6話から、『絶望編』では第11話）にも登場する。
山田 一二三（やまだ ひふみ）
声 - 山口勝平
超高校級の「同人作家」。誕生日は12月31日。身長170cm。体重155kg。胸囲150cm。血液型A型。
一人称は基本的に「僕」だが、「拙者」や「我輩」なども稀に使用する。男女共に「フルネーム＋殿」で呼ぶ。
頭部は栗のようになっており、丸々と太った下ぶくれ体型をしているが、足だけは妙に細い。いつも着用している丸眼鏡とリュックも特徴。
以前在籍していた学校の文化祭で、自作の同人誌1万部が完売したという偉業を達成した伝説を持つ（ただし山田曰く「僕の芸術を理解しないクラスメイト達」からの「文化祭が汚された」とのクレームもあったという）。アニメ『外道天使☆もちもちプリンセス』とそのヒロイン、プリンセスぶー子に心酔している。フィギュア作りもしており手先は器用だが、字は悪筆。好物はスナック菓子であるポテトチップスとコーラ。
パロディ発言やネタ発言も多いが、対人関係に壁を作ったりせず、周囲には溶け込んでいる。女性は2次元限定と決めており、3次元の女性には一切興味がないと豪語するが、実際は密かに3次元の女性に興味を抱く様子も見られる。
自由行動時での交流で入手できるスキルは、マシンガントークバトルで一度に2発分の弾丸をリロードできる「クラフトワーク」と精神集中時に発言力ゲージが回復する「妄想」。
『ダンガンロンパ3 -The End of 希望ヶ峰学園-』の『未来編』第11話では幻影として登場し『絶望編』第11話にも少しだけ登場する。
大和田 紋土（おおわだ もんど）
声 - 中井和哉
超高校級の「暴走族」。誕生日は6月9日。身長187cm。体重76kg。胸囲86cm。血液型O型。
一人称は「オレ」。男女共に名字で呼び捨てで呼ぶ。
日本最大最凶と称される暴走族のヘッド。金髪のリーゼントが特徴。
関東を制圧する巨大暴走族「暮威慈畏大亜紋土（クレイジーダイアモンド）」の二代目総長を務め、全国の不良の憧れの的。2歳年上の兄の大亜（だいあ・声 - 小西克幸《テレビアニメ》）はこの暴走族の初代総長で、ダイアモンド（“大亜”と“紋土”）兄弟として地元では有名。少年鑑別所への入所歴もある。
幼い頃から兄を尊敬して育った。自らを極悪非道の男と称するが、義理や人情にとても厚く面倒見が良い等、根は真っ直ぐな熱血漢。
緊張してくると怒鳴ってしまう癖があり、その所為で女性への告白も上手くいかない。現在、10連敗中。言動が荒いため誤解されることは多いが、兄の教えにより「男の約束」はたとえ自分が不利になろうとも絶対に守ると心に決めており、女性にも絶対に暴力を振るわないと決めている。
全てを捧げた“暮威慈畏大亜紋土”を卒業した後の未来に不安を感じていたが、苗木の言葉に世界一の大工を目指す決心をした。
本作と開発元が同じゲーム『喧嘩番長Bros. トーキョーバトルロイヤル』にも「超高校級の暴走族・大和田紋土」と「超高校級の総長・大和田大亜」としてゲスト出演している。
自由行動時での交流で入手できるスキルは、ノンストップ議論及び閃きアナグラムで照準の移動速度が遅くなる「シフトダウン」と照準の移動速度が速くなる「シフトアップ」。
『ダンガンロンパ3 -The end of 希望ヶ峰学園-』の『未来編』第11話では幻影として登場し『絶望編』第11話にも少しだけ登場する。
腐川 冬子（ふかわ とうこ）
声 - 沢城みゆき
超高校級の「文学少女」。誕生日は3月3日。身長164cm。体重47kg。胸囲79cm。血液型O型。
一人称は「あたし」。男女共に名字で呼び捨てで呼ぶが、十神に対しては「白夜様」と呼んでいる。
飛ぶ鳥を落とす勢いの若手女流作家で、10歳の頃に書いた小説が話題になってデビューし、二年前に執筆した恋愛小説『磯の香りの消えぬ間に』が社会的大ヒットとなり、高校生ながら数々の文学賞を受賞し、ベストセラーを連発している。三つ編みおさげ髪に眼鏡が特徴。服装は標準の長さのスカートの学生服を着ている。
血が苦手で血を見るとすぐに気絶してしまう。純文学しか認めず、漫画やライトノベルなどは「読む価値なんてない」「不潔な使い捨て文化」として嫌っており、また自分がそうした性癖を持つと見られるのを嫌がる。そのため、山田とは極めて仲が悪い。
父親が一人で母親が二人という複雑な家庭環境に育ち、なおかつ過去の学生生活において悲惨な体験を重ねていることもあり、性格は不安定で悲観的な思考をしており、精神構造にとある深刻な問題を抱えている。発言は神経質で被害妄想が激しい。また被虐嗜好の傾向もあり、惚れ込んでいる十神白夜の命令ならば客観的に無茶なことでも実行しようとする。物語の進行につれて苗木達にも仲間意識を見せるようになっていく。
自由行動時での交流で入手できるスキルは、マシンガントークバトルで弾数の最大値を増やす「ボキャブラリー」と学級裁判で言弾の発射間隔が短くなる「トリガーハッピー」。
『絶対絶望少女 ダンガンロンパ Another Episode』では主人公の一人として登場する。格好に若干違いがある。『ダンガンロンパ3 -The End of 希望ヶ峰学園-』（『未来編』では第6話から、『絶望編』では第11話）にも登場する。
ジェノサイダー翔（ジェノサイダーしょう）
声 - 沢城みゆき
超高校級の「殺人鬼」。誕生日は3月3日。身長164cm。体重47kg。胸囲79cm。血液型O型。
一人称は「アタシ」。相手を特徴的な呼び方で呼ぶ（苗木をまこちんやまーくん、十神を白夜様、石丸をきよたん、大神をオーガちん、山田をひふみん、不二咲をちーたんなど）。
常にゲラゲラ笑い、今にも人を殺しそうな赤い瞳と蛇のような長い舌が特徴。
猟奇的かつ残忍な手口で殺人を繰り返す凶悪殺人鬼。通り魔的犯行を繰り返しているが、被害者は男性だということ以外共通点がなく証拠も残さないため容疑者の絞り込みが出来ず、いまだ逮捕されていない。「ジェノサイダー翔」という名前はネット上で与えられたあだ名で、その存在も半ば都市伝説化しており、実在自体が怪しまれている。自身の犯行現場には必ず被害者の血で「チミドロフィーバー」という血文字を残す他、特殊な形状のハサミが凶器として使われている。なお、警察が掴めなかった被害者男性の共通点は「萌える男子だから」。
『絶対絶望少女 ダンガンロンパ Another Episode』では主人公の一人として登場する。『ダンガンロンパ3 -The end of 希望ヶ峰学園- 未来編』にも第7話から登場する。
セレスティア・ルーデンベルク（Celestia Ludenberck ）
声 - 椎名へきる
超高校級の「ギャンブラー」。誕生日は11月23日。身長164cm。体重46kg。胸囲80cm。血液型A型。
一人称は「わたくし」。男性に対しては「名字＋君」、女性に対しては「名字＋さん」で呼ぶ。
名前を含めて全ての経歴が自称。ゴスロリ服を着用している。両サイドの巻き毛はウィッグであり、場面によっては本来の髪型であるおかっぱの姿になっていることもある。
ウソの天才でギャンブルには天性の才能を持っており、麻雀・ポーカーなどの対人戦で連戦連勝しており、生まれながらにして負けることはないのだと語る。かつて「キングオブライアー」と呼ばれる相手の資産を奪い合う大会に参加したなどの過去を持つ。彼女との勝負で全財産を奪い取られ、人生が破綻したギャンブラーも多数存在する。
十神と同様に学級裁判にはゲーム感覚で参加しているため、校内でどんな事件が起きようともほとんど動じない。常に人を食った態度と言動で自分のペースに持ち込もうとする。普段は常に微笑を浮かべ丁寧な言葉遣いをしているが、怒ると豹変し人差し指を立てて口汚く相手を罵倒する。
学園からの脱出を望む他の人物たちと異なり、学園生活に満足を見出し順応しようと発言している。
フランス貴族とドイツ人音楽家を両親に持つと自称するが、出身は栃木県宇都宮市であり、本人曰く「下品で臭い」餃子が大好物。
人をランク付けする癖があり、大半の人間がDランク（何の興味も湧かないレベル）である中、苗木を学園内唯一のCランクに認定する。B・Aランクの人間は学園内はおろか世界のどこを探しても存在しないため事実上の最高ランクであり、更にB・Aランクへと登り詰める可能性すら感じるという。
自由行動時での交流で入手できるスキルは、探索時にモノクマメダルの入手量が増える「レイズ」と学級裁判で集中力ゲージの最大値が5増える「脅威の集中力」。
『絶望編』の第5話では彼女の写真が登場しており 第11話では少し登場している。
朝日奈 葵（あさひな あおい）
声 - 斎藤千和
超高校級の「スイマー」。誕生日は4月24日。身長160cm。体重50kg。胸囲88cm。血液型Ｂ型。
一人称は「私」。男性に対しては名字で呼び捨て、女性に対しては「名字＋ちゃん」で呼ぶ。
褐色の肌と豊満なバスト、ポニーテールが特徴の少女。服装は上がジャージ、下がホットパンツであり、右膝に赤いサポーターを巻いている。
スポーツが大好きで7つの運動部を掛け持ちしており、特に水泳部では高校記録を数々塗り替えている。オリンピック候補生にも選ばれた。歴代のアスリート達に関する知識も豊富で、会話でも彼らの格言や座右の銘をしばしば口にする。好きな男性のタイプはジェイソン・ステイサム。
常に明るいムードメーカーだが、行動原理が食欲や運動といった生理的欲求に基づいているため物事を深く考えずかなり天然。そのため学級裁判や事件捜査においては、感情的になったり犯人のミスリードに乗ってしまうこともある。しかし、人一倍仲間思いな一面があり仲間の死に涙を流すことが多々ある。うぶな性格でもあり、下ネタなどを聞くと反応に困って真っ赤になる。他人の恋愛には興味津々で積極的に応援する反面、自身の恋愛偏差値は低い。
朝食にドーナツを食べる程のドーナツ好き。また豚骨ラーメンなどのハイカロリーな食べ物を好む。
同じ体育会系である超高校級の「格闘家」・大神さくらと親友の間柄になり、彼女のことを「さくらちゃん」と呼ぶ。
自由行動時での交流で入手できるスキルは、学級裁判で集中力ゲージの最大値が2増える「抜群の集中力」、マシンガントークバトルで一度に二つの標的をロックオンできる「両手利き」と探索時に移動速度が上がる「ランニング」（Best、Reload版では最初から使えるため、初代のみ入手できる）。
『ダンガンロンパ3 -The End of 希望ヶ峰学園-』の『未来編』にも登場し、彼女も苗木らと共にデスゲームに巻き込まれてしまう。『絶望編』では第5話に彼女の写真が登場しており 第11話にも少し登場する。
石丸 清多夏（いしまる きよたか）
声 - 鳥海浩輔
超高校級の「風紀委員」。誕生日は8月31日。身長176cm。体重66kg。胸囲79cm。血液型A型。
一人称は「僕」。男女共に「名字＋くん」で呼ぶ。
何よりも規律を重んじる真面目で堅物な学生。熱血漢で、努力をしない、または努力を馬鹿にする者には大変厳しい。また友情には厚く、一度信じると決めた相手はとことん信じる純粋さを持つ。白い学生服姿で黒い編み上げブーツを履いている。
ごく普通の一般家庭出身だが、有名進学校で常にトップの成績をとり続け、品行方正で成績優秀な風紀委員を務めていた。風紀委員らしく、緊迫した状況下でも学園内のルールを決めたり会議の進行を取り行ったりする等、自らリーダー的な立場に出る。
「学生は勉強のプロであるべき！」が信条。学生同士の日常的な会話すら勉強が必要だ、と考えている。また、「学校に休みはあれど、学生と言う生き方に休みなし！」という信念も持ち、休日や外出時でも常に制服でいることを心掛けており、替えの制服を十着持っている。
“天才”を嫌っており、自身が“天才”と呼ばれるのも嫌っている。そのため、努力こそがこの世界の全ての答えであるべきという持論を証明するために、努力によって天才を超えた凡才を目指している。彼が“天才”を嫌うのは、かつて日本国総理大臣だった祖父・石丸寅之助が優れた才能ゆえの慢心から汚職事件を起こし、石丸家を苦しめたのが原因で、祖父が辿った天才という悲劇を教訓として、“努力”という確実な力を身に付け祖父以上のことを成し遂げようとしている。
本編では大和田と犬猿の仲だったがある一件がきっかけで兄弟と呼び合う仲となる。
自由行動時での交流で入手できるスキルは、学級裁判でHPとなる発言力ゲージが2増える「注目の発言力」と学級裁判でミスした時のダメージが減少する「鋼の忍耐」。
『ダンガンロンパ3 -The End of 希望ヶ峰学園- 絶望編』では第5話に彼の写真が登場しており 第11話にも少し登場する。
大神 さくら（おおがみ さくら）
声 - くじら
超高校級の「格闘家」。誕生日は9月13日。身長192cm。体重99kg。胸囲130cm。血液型A型。
一人称は「我」。男女共に名字で呼び捨てで呼ぶ。
霊長類ヒト科において最強に最も近い人物であり、「オーガ」とあだ名されている。
勇ましい顔立ちと他者を圧倒するような体格、筋肉質の外見だが歴とした「女子高生」で、きちんとセーラー服を着用している。が、石丸からは最初の裁判になるまで男性だと勘違いされており、一晩中朝日奈と一緒だった行動を咎められていた。当人は間違われていた事実に怒ることもなく、「我は女だが？」と冷静に諭している（石丸は直後に謝罪している）。中学時代以前は色白で細身の体型をしていたことがビジュアルファンブックなどで紹介されている。
武道家の父の影響で武道を会得し、乳母車に乗るよりも前に戦いを始めたという武勇伝を持ち、総合格闘技を極めることを人生の目的とする。
既に肉体そのものが凶器であり、その気になりさえすれば一撃必殺の高い実力を誇る。だが強面に反し性格は穏やかな人格者で、協調性が高く素行も実直かつ真面目。自分が傷つくことは全く厭わないが、仲間が傷つけられた際には激昂する。同じ体育会系の朝日奈葵とは親友となっており、彼女からは「さくらちゃん」と呼ばれている。
自由行動時での交流で入手できるスキルは、学級裁判で集中力ゲージの回復速度が上がる「丹田呼吸法」とノンストップ議論及び閃きアナグラムで照準がブレなくなる「明鏡止水」。
『ダンガンロンパ3 -The End of 希望ヶ峰学園-』の『未来編』では第11話では幻影として登場し『絶望編』第11話にも少しだけ登場している。
葉隠 康比呂（はがくれ やすひろ）
声 - 松風雅也
超高校級の「占い師」。誕生日は7月25日。身長180cm。体重71kg。胸囲82cm。血液型B型。
一人称は「俺」。男女共に「名字＋っち」で呼ぶ（大神のみ「オーガ」と呼んでいる）。
占い界で“超新星”と呼ばれ、新風を巻き起こした人物。全方向にまとまりのないドレッドヘアが特徴で、素足に草履履き。語尾に「だべ」をつけるのが口癖。
「綺麗な字には神が宿る」という信念を持っており、かなりの達筆。常にポジティブシンキングであり、マイペースで飄々とした態度を崩さないが、実は臆病な性格。幽霊が一番苦手で、話を聞くだけでも怯えてしまう。
彼の占いは必ず3割の確率で的中する。説明書では2割とあるが劇中で自ら「20%、もしくは30%の確率でぴったり的中！」と述べている。実際に、各界の重要人物の顧客もいるらしく、作中で彼が予測したある未来は確かに起こりうる未来を的確に当てていた。道具も数秘術も使えるが、中心とする占いの手法は“インスピレーション”。占い師ではあるが「オカルトは嫌い、でも商売事に関しては別」と言い張っており、苗木を混乱させた。
理由あって3度の留年を経験しており、入学時で既に20歳となっている。バカ・アホといった直接的な表現には過敏に反応するのに対し、少しでも婉曲な表現になるとアッサリ認める。本人曰く「俺は自分の過ちを認めることを恐れないタイプ」。金銭感覚と倫理観の緩さから、インチキ臭い品に億単位の金を出費したり、金持ちの娘から大金を引き出そうと脅しをかけたところヤクザに追われるはめになり、臓器売買を迫られるほどの借金を作ったりもしている。
自由行動時での交流で入手できるスキルは、学級裁判で各ミニゲームの制限時間が増える「長考」と言弾の装填数が多い時に答えの候補が三つまでに絞る「水晶玉占い」。
『ダンガンロンパ3 -The End of 希望ヶ峰学園-』の『未来編』にも登場し、『絶望編』第11話にも少しだけ登場する。
江ノ島 盾子（えのしま じゅんこ）
声 - 豊口めぐみ
超高校級の「ギャル」。誕生日は12月24日。身長169cm。体重44kg。胸囲90cm。血液型AB型。
一人称は「あたし」、「アタシ」。男女共に名字で呼び捨てで呼ぶ。
女性向けファッション雑誌のカリスマ読者モデルとして、全国の女子高生のファッションを牽引している。ボリュームのあるツインテールにウサギのヘアピンを付け、胸や足を露出した制服を着こなす。手には赤い付け爪をしている。
いかにも「イマドキの女子高生」といった印象を与える軟派な言動が特徴だが、性格は直情的で、モノクマにも食ってかかる。
見るからに草食系男子の苗木に肉食系女子を紹介してくれるという。一方で野宿生活をしたことがあるなど、殺伐とした過去も持っている。
なお、雑誌や写真集に載っている彼女の顔は実際に苗木達が出会った彼女とは雰囲気が少し違うが、これに関しては画像編集ソフト等の特殊な事をやって「盛っている」らしい。
自由行動時での交流で入手できるスキルは、マシンガントークバトルで少ないコンボ数でテンポが上がる「トランス」と発言力ゲージの回復量が上がる「カリスマ」。
『ダンガンロンパ3 -The end of 希望ヶ峰学園- 絶望編』では第5話から登場する。
不二咲 千尋（ふじさき ちひろ）
声 - 宮田幸季
超高校級の「プログラマー」。誕生日は3月14日。身長148cm。体重41kg。胸囲70cm。血液型A型。
一人称は「僕」。男性に対しては「名字＋君」、女性に対しては「名字＋さん」で呼ぶ。
小柄で小動物を思わせる雰囲気を持っており、実年齢よりも大幅に幼く見える。一部には「熱狂的なファン」が存在するらしい。深緑の服に、膝よりちょっと上くらいの丈のスカートを着用している。
気弱な性格でおどおどしていることが多く、少しつつかれるとすぐ謝り、時には泣いてしまう。自分が弱いことにコンプレックスを持っている。また、女性は苦手にしているが、男性には誰にも気易く話しかける。
蚊に刺されても「蚊も生きているから」と叩き潰さずそのまま血を吸わせるほどの心優しい性格である。柔和で意志も薄弱に見えるが、コンプレックスをバネにしようとする意志の強い部分も見られる。
自由行動時での交流で入手できるスキルは、ノンストップ議論で言弾を記憶する速度が上がる「アルゴリズム」とサイレンサーを発言に当てても制限時間が減らなくなる「チートコード」。
『絶対絶望少女 ダンガンロンパ Another Episode』では写真に登場する。『ダンガンロンパ3 -The end of 希望ヶ峰学園-』の『未来編』第11話では幻影として登場し『絶望編』の第11話にも少しだけ登場する。

### その他
戦刃 むくろ（いくさば むくろ）
声 - 豊口めぐみ（『ダンガンロンパ3 -The End of 希望ヶ峰学園- 絶望編』）
超高校級の「軍人」。コロシアイ学園生活の“16番目の高校生”である謎の人物。胸囲80cm。
プロの傭兵集団“フェンリル”に所属していた過去を持ち、非常に高い戦闘能力を有するとされる。
本作内では詳細がほとんど明かされないが、『スーパーダンガンロンパ2 さよなら絶望学園』に収録されたノベルモード『ダンガンロンパIF 希望の脱出装置と絶望の残念無双』にてその人となりが明かされ、彼女らしい活躍を披露している（『IF』での詳細は別項を参照）。
『ダンガンロンパ3 -The End of 希望ヶ峰学園- 絶望編』では第5話から登場する。
ウサミ
『1・2 Reload』およびPC版の「スクールモード」で登場するウサギのぬいぐるみ。本来は次作『スーパーダンガンロンパ2 さよなら絶望学園』で登場するキャラクター。
モノクマのザックリとしたリクエストに従って苗木たちがうっかり作ってしまったウサミ人形に、未来からウサミの意思が宿った。偶然に偶然が重なった途方もない奇跡の結果、モノクマの策略を開始前に叩き潰すことに成功する。
霧切 仁（きりぎり じん）
声 - 山口勝平（ゲーム・特典ドラマCD）/ 小山力也（テレビアニメ）
希望ヶ峰学園学園長。苗木ら学生達による寄宿生活プログラムを計画立案した人物とされる。だが、終盤までその動静は謎に包まれている。
小説『ダンガンロンパ/ゼロ』で主に活躍する。『ダンガンロンパ3 -The End of 希望ヶ峰学園- 絶望編』にも登場する（『未来編』では名前のみ登場）。
苗木 妹
声 - 沢城みゆき
苗木誠の妹。誕生日は5月31日。身長163cm。体重49kg。胸囲84cm。血液型A型。
あるイベントで見る事になる動画に登場し、兄の誠を応援していた。
苗木こまる
声 - 内田彩（『絶対絶望少女 ダンガンロンパ Another Episode』『ダンガンロンパ3 -The End of 希望ヶ峰学園- 未来編』）
『絶対絶望少女 ダンガンロンパ Another Episode』では主人公として登場し、苗木似のアホ毛が追加されるなど本編とは容姿の雰囲気が違っており、名前が「苗木 こまる」に設定された。身長は兄より少し高い。
『ダンガンロンパ3 -The End of 希望ヶ峰学園- 未来編』にも第6話から登場する。『絶対絶望少女』の設定を基にしているが第7話に『初代ダンガンロンパ』時の姿も回想という形で登場する。
ケンイチロウ
大神さくらが認めた唯一のライバル。さくらとの再戦の機会を心待ちにしているという。色葉同様、公式ファンブックおよび公式ホームページでダウンロードできるスペシャルカスタムテーマで姿を確認できる。また、『スーパーダンガンロンパ2』に収録された「ダンガンロンパIF」のセリフ内で登場を果たしている。
色葉 田田田（しきば さんた）
人類史上最大最悪の絶望的事件にて、絶望の末に命を落とした超高校級の「植物学者」（モノクマ談）。男性。希望ヶ峰学園5階の植物園で育てられている雑食植物通称「モノクマフラワー」は彼が品種改良を積み重ねて作り上げた植物である。この植物はプラスチックや鉄、人をも食べてしまう食虫植物であることがモノクマから語られる。本編では未登場だったが、公式ファンブックおよび公式ホームページでダウンロードできるスペシャルカスタムテーマで姿を確認できる。『霧切草』にも登場する。

### 小説『ダンガンロンパ/ゼロ』
ゲーム本編では以下の人物は未登場だが、捜査中にある教室にて凄惨なある「事件」の名残に関与した人物が中心となっている。
音無 涼子（おとなし りょうこ）
本作の主人公。とある事情で覚えたことをすぐに忘れてしまうという問題を抱えている。そのため『音無涼子の記憶ノート』に覚えたことをすべて記録し、それを自分の記憶としている。赤毛のロングヘアに、神代優兎が「ヤラセて欲しい」とせがむ程のなかなかのナイスバディ。自分でも世間的には美人だと思っているが、想いを寄せる松田夜助からは「ブス」などと罵られる。強烈なポジティブシンキングで、口癖は「私には関係ない」。
松田夜助を猛烈に愛しておりどんなことがあろうとも夜助のことを忘れることはない。ただし彼の顔を覚えているわけではなく、手続き記憶に関連付けて存在を覚えているだけ、と診断されている。
《希望ヶ峰学園史上最大最悪の事件》に巻き込まれてしまい、少しづつ自分の運命が進展して行く。
『スーパーダンガンロンパ2』では彼女の物と思われるボロボロのノートが景品で登場している。
松田 夜助（まつだ やすけ）
超高校級の「神経学者」の称号を持つ少年。いつもは自分の研究室に篭って漫画を読み耽るなど、だらしない生活を送っている。美形ではあるが、かなりの毒舌の持ち主で音無のことも容赦なく罵倒する。《希望ヶ峰学園史上最大最悪の事件》の捜査に携わっており、彼もまたこの事件によって人生を大きく変えられてしまう。
『ダンガンロンパ3 -The End of 希望ヶ峰学園- 絶望編』の第8話にも校舎から大規模デモ（「パレード」）を見下ろす一人として登場している。
神代 優兎（かみしろ ゆうと）
超高校級の「諜報員」の称号を持つ少年。童顔で小柄ととても高校生には見えないが、れっきとした希望ヶ峰学園の生徒である。昔から存在感が薄く、それを才能と捉えスパイとなった。パン屋の袋に大量の菓子パンを詰めて持ち歩いており、独特の基準で取り出した菓子パンに対し一喜一憂する変わった癖がある。
一見すると子供っぽい外見をしているものの、目の前にいるのに気付かれない程の確かな能力と、それ以上に強い性欲の持ち主であり、音無に対し事あるごとにセクハラを仕掛ける。その上ついに「ヤラセて欲しい」と頼むなどその性欲は留まるところを知らない。しかし「自分の人生は才能に縛られている」と考えるなど、リアリストの一面も持つ。
『ダンガンロンパ3 -The End of 希望ヶ峰学園- 絶望編』の第5話にも通りすがりとして登場している。
斑井 一式（まだらい いっしき）
超高校級の「ボディーガード」の称号を持つ人物。彼をよく知る者たちからは《別の肩書き》で称されることもある。《希望ヶ峰学園史上最大最悪の事件》の犠牲となった希望ヶ峰学園生徒会の生き残りで、爬虫類とも揶揄される長い舌が特徴。《希望ヶ峰学園史上最大最悪の事件》を追っており、関係者にはその圧倒的な暴力でもって事情を聞き出そうとする。
村雨 早春（むらさめ そうしゅん）
超高校級の「生徒会長」の称号を持つ人物。《希望ヶ峰学園史上最大最悪の事件》で犠牲となった希望ヶ峰学園生徒会の生き残り。幸運にも軽傷で済んだものの精神は既に壊れており、誰の言葉にも何の反応も示さなくなってしまっている。
『ダンガンロンパ3-The End of 希望ヶ峰学園-絶望編』の7話で彼と思われる人物が登場した。

## 用語
希望ヶ峰学園
あらゆる分野で超高校級の生徒のみを集めた学校であり、ここを卒業すれば人生の成功は間違いなしと言われている「希望」の象徴。入学は現役高校生に対するスカウトのみで行われるため、実質全員転入生である。ゲーム開始時点では第78期生として苗木達が集められた。この学校に入学すること自体相当なステータスであるため、情報掲示板には誰が入学するかおよびその人物の実績がほぼ全て集まる（何らかの事情で実績のない場合は話題に上らない）。入学する高校生の中には暴走族や『2』の極道など明らかに反社会的な立場に位置する人間もいる。
現在は苗木を含めた15人以外誰もおらず、大量の監視カメラとモニターが設置され窓は全て鉄板で覆われている異様な空間と化している。ゲーム開始当初は様々な場所が封鎖されているが、ゲームの進行とともに解放されていく。
『スーパーダンガンロンパ2 さよなら絶望学園』『ダンガンロンパ3 -The End of 希望ヶ峰学園-』（『絶望編』『希望編』）にも登場する。
超高校級
ある分野において特に優れた能力をもつ高校生につけられる称号。称号の名前は「超高校級の〇〇」となる。
『スーパーダンガンロンパ2 さよなら絶望学園』『ダンガンロンパ3 -The End of 希望ヶ峰学園-』『ニューダンガンロンパV3 みんなのコロシアイ新学期』にも登場する。『絶対絶望少女 ダンガンロンパ Another Episode』では派生として超小学生級という称号が存在する。
電子生徒手帳
物語が開始して少しすると入手できる電子ツール。起動時には本来の持ち主の本名が表示される。カードキーを兼ねており、個人所有のロッカーや更衣室のドアを開けるために必要となる。ロッカーは個室には存在していなかったが、学園内にあるロッカールームで使用が可能となる。
過去の会話ログ確認・入手したプレゼント・捜査で発見した証拠（言弾）・学園内マップおよび任意の場所への移動・セーブなどのシステム機能などが入手時点で実行できるようになる。このため、1章開始序盤までは電子生徒手帳を入手するまでバックログの確認やセーブなどの機能が使えない。他にも校則（後述）を確認することもできる。
水没・衝撃などでは壊れることがなく、ハッキング・改造も不可能と、非常に頑丈だが、ある条件下では手帳が壊れてしまう。
手帳の防犯や耐久性などのシステム自体はモノクマが制作した訳では無く、ある計画から前学園長である霧切仁が電子手帳に設定した。
校則
モノクマが定めた学園生活におけるルール。禁止事項はどうあっても禁止だが、逆に禁止されていなければ基本的に不問となる。例えば、「モノクマのものだろうと物品を盗むことは禁止されていないため不問」など。禁止事項に対する制裁として後記のおしおきほどでは無いが、致死レベルに値する制裁が実施されている。
モノクマは学園長を名乗っているが、自分が不利になろうと、規則の抜け穴を逸した物を除き基本的に校則を順守している。
夜時間
校則に記されている「夜時間」は午後10時から午前7時の間に「一部の区間」が施錠される。本作で明確にされているのは「シャワールーム」の水の使用と「食堂」の施錠のみとなっている。
動機
モノクマによって提示される、外の世界に何としても出たいと思わせる（あるいは殺人に走らせる）要素。動機の感じ方はその人次第。
卒業
封鎖された学園から出るための制度。殺人を犯し秩序を乱した「クロ」が自身の犯行であると気付かれずにやり通した場合のみ、学園から脱出することができる。例え共犯者がいたとしても実行犯しか卒業できないため、基本的によほどの利害の無い限り共犯者は存在しえない。
Re：アクション
（非）日常パートの自由行動以外に発生するコマンド。主に相手の提案や疑問、悩みなどについて紫色のセリフが出ることがあり、苗木が返事をすることで会話が発展する。紫セリフが複数あるパターンもある。
『ニューダンガンロンパV3 みんなのコロシアイ新学期』では感情に合わせた円の中から選び、相槌をする「Re：Re：Re：アクション」が登場しているが、こちらはゲーム本編や会話に影響はない。
ザ・モノクマファイル
基本的に検死などが不可能な苗木達に代わり、モノクマが監視カメラで実際に見ていた映像を元に作成した検死報告書。誤情報・偽情報は一切存在しない。ノート型冊子をモノクマが直接配布する。アニメ版では各人の電子生徒手帳に自動的にデータが送付される形式となっている。名称は「ザ・モノクマファイル」だが、コトダマに収録される名称は「ザ」の抜けた「モノクマファイル」となっている。
『スーパーダンガンロンパ2 さよなら絶望学園』『ニューダンガンロンパV3 みんなのコロシアイ新学期』にも登場する。
学級裁判
殺人が発生し、その死体を3人以上の人物が目撃した場合に「死体発見アナウンス」が流れる。その後、規定時間後に学級裁判が行われる。学級裁判ではお互い意見をぶつけ合い、犯行内容と犯人（クロ）をあぶり出し、最後に投票を行う。この投票で多数決により正しくクロを指摘できた場合、クロのみに対して「おしおき」が実施される。逆に投票結果が不正解であった場合、クロ以外の全員が「おしおき」され、クロは「卒業」となる。犯人正解時には「Guilty（ギルティ）」と書かれたスロットマシンから正解の犯人図柄が揃い、ジャックポットで大量のメダルが落ちる演出となっている。この時亡くなった人物の場合は灰色となっている。
なお、この一連のルールは最初の殺人が行われた後に具体的に説明された。
『スーパーダンガンロンパ2 さよなら絶望学園』『ニューダンガンロンパV3 みんなのコロシアイ新学期』にも登場する。
この２作品では最初から学級裁判がルールとして提示されている。
おしおき
「おしおき」という名称がついているが、実際は複数の意味で常識を逸した公開処刑。
『スーパーダンガンロンパ2 さよなら絶望学園』『ニューダンガンロンパV3 みんなのコロシアイ新学期』にも登場する。
人類史上最大最悪の絶望的事件
今回の事件の1年前に発生したとされる事件。詳細は本編並びに終盤後一切不明。苗木達生徒はその事件のことを誰も知らない。
凄惨な痕跡らしきものが学園内にある教室に残っているが、人類史上最大最悪の絶望的事件とは無関係で、モノクマは「このままにしている」と語る。
アルターエゴ
声 - 宮田幸季（スマートフォン用アプリ・テレビアニメ）
本来の意味では別人格のことだが、本作ではある人物が密かに作っていた人工知能のこと。高い学習機能を有しており、受け答えは生身の人間と全くかわりがない。
モノモノマシーン
購買部に置かれている、いわゆるカプセルトイ。モノクマメダルを投入することでプレゼントを入手できる。大量投入で重複率を下げることが可能。プレゼントには、サイズ的にカプセルに入りえないものや各種パロディアイテムなど、極めてユニークなアイテムが多数存在する。
『スーパーダンガンロンパ2 さよなら絶望学園』では「モノモノヤシーン」。『ニューダンガンロンパV3 みんなのコロシアイ新学期』でも「ニューモノモノマシーン」で登場している。
墓標（死亡者看板）
学級裁判に登場する。事件の被害者やおしおきを受けて亡くなった人物の墓標。白黒の顔写真に赤い罰印が描かれている。支えの棒の長さは人物の背丈に合わせている。
『スーパーダンガンロンパ2 さよなら絶望学園』『ニューダンガンロンパV3 みんなのコロシアイ新学期』でも登場しているが、赤い罰印が人物によって異なっている。

## スタッフ
- シナリオ - 小高和剛
- キャラクターデザイン - 小松崎類
- ディレクター - 丸谷竜也
- ゲームシステム - 菅原隆行
- チーフプログラマー - 伊藤謙吾
- ムービーデザイン - 中島大
- UIデザイン - 中尾文子
- フィールドデザイン - 河原聡
- サウンドコンポーザー - 高田雅史
- キャスティング - 福島央俐音（ウォーターオリオン）

## 主題歌
「再生-rebuild-」
作詞 - em:óu / 作曲・編曲 - 岩瀬聡志 / 歌 - 緒方恵美

## Webラジオ
『ダンガンラジオ 希望のゲストと絶望のオガタ』は、ゲーム発売に先駆け、2010年11月19日から2011年4月28日までアニメイトTVにて毎週金曜日に配信されていたラジオ番組である。全22回。2011年11月18日には、ゲーム発売1周年記念番組が配信された。
パーソナリティ
緒方恵美（苗木誠 役）
キャスティング・ラジオ制作
ウォーターオリオン
ゲスト
- 第1回（2010年11月19日 放送）：石田彰（十神白夜 役）
- 第2回（2010年11月26日 放送）：石田彰
- 第3回（2010年12月3日 放送）：くじら（大神さくら 役）
- 第4回（2010年12月10日 放送）：大本眞基子（舞園さやか 役）
- 第5回（2010年12月17日 放送）：山口勝平（山田一二三 役）
- 第6回（2010年12月24日 放送）：高田雅史（音楽）
- 第7回（2010年12月31日 放送）：大山のぶ代（モノクマ 役/メッセージのみ）
- 第8回（2011年1月14日 放送）：沢城みゆき（腐川冬子 役）
- 第9回（2011年1月21日 放送）：椎名へきる（セレスティア・ルーデンベルク 役）
- 第10回（2011年1月28日 放送）：松風雅也（葉隠康比呂 役）
- 第11回（2011年2月4日 放送）：小松崎類（キャラクターデザイン）、丸谷竜也（ディレクター）、小高和剛（シナリオ）
- 第12回（2011年2月10日 放送）：くじら
- 第13回（2011年2月18日 放送）：斎藤千和（朝日奈葵 役）
- 第14回（2011年2月25日 放送）：（なし）
- 第15回（2011年3月4日 放送）：山口勝平
- 第16回（2011年3月11日 放送）：中井和哉（大和田紋土 役/メッセージのみ）
- 第17回（2011年3月18日 放送）：宮田幸季（不二咲千尋 役）
- 第18回（2011年4月1日 放送）：齊藤祐一郎（プロデューサー）
- 第19回（2011年4月8日 放送）：鳥海浩輔（石丸清多夏 役）
- 第20回（2011年4月15日 放送）：櫻井孝宏（桑田怜恩 役）
- 第21回（2011年4月22日 放送）：日笠陽子（霧切響子 役）
- 第22回（2011年4月28日 放送）：豊口めぐみ（江ノ島盾子 役）

## テレビアニメ
『ダンガンロンパ 希望の学園と絶望の高校生 The Animation』（ダンガンロンパ きぼうのがくえんとぜつぼうのこうこうせい ジ・アニメーション）のタイトルで、2013年7月4日から9月26日まで『アニメイズム』B1にて放送された。MBS製作のテレビアニメ作品で、ジェネオン・ユニバーサルが製作に携わるのは、2007年の『灼眼のシャナII -Second-』以来約6年ぶりとなる。ストーリーは一部簡略化こそされているがゲーム版に忠実な内容となっている。
なお、番組冒頭に流れるオープニングジングルは、『アニメイズム』枠では初となる本作品オリジナル仕様となっている。

### スタッフ（アニメ）
- 原作 - スパイク・チュンソフト[13]
- 監督 - 岸誠二[13]
- シナリオ監修 - 小高和剛[13]
- シリーズ構成 - 上江洲誠[13]
- キャラクター原案 - 小松崎類[13]
- キャラクターデザイン - 森田和明[13]
- モノクマデザイン - アミサキリョウコ[13]
- プロップデザイン - 廣瀬智仁[13]
- CGIディレクター - 内山正文[13]
- 色彩設計 - 加口大朗[13]
- 美術監督 - 宮越歩[13]、下山和人[13]
- 美術デザイン - 阿久澤奈緒子[13]、平山瑛子[13]
- 撮影監督 - 三品雄介[13]
- 編集 - 坂本雅紀[13]
- 音響監督 - 飯田里樹[13]
- 音楽 - 高田雅史[13]
- 音楽プロデューサー - 川口真司
- 音楽制作 - ジェネオン・ユニバーサル・エンターテイメント
- オープニング映像監督 - 松根マサト
- チーフプロデューサー - 小倉充俊、古澤陽一郎、丸山博雄
- プロデューサー - 福良啓、小池哲、本間隆紀、前田俊博
- アニメーションプロデューサー - 比嘉勇二[13]
- アニメーション制作 - ラルケ[13]
- 製作 - 希望ヶ峰学園映像部、MBS

### 主題歌（アニメ）
オープニングテーマ
「DANGANRONPA」（第1話）
作曲・編曲 - 高田雅史
「Never Say Never」（第2話 - 第3話、第5話 - 第11話）
作詞 - 小高和剛、西田恵美、Marchitect、JasMace、Tribeca / 作曲・編曲 - 高田雅史 / 歌 - TKDz2b
「モノクマおんど」（第4話）
作詞 - 小高和剛  / 作曲・編曲 - 渡辺和紀 / 歌 - 小林幸子 feat.モノクマ（cv：大山のぶ代）

エンディングテーマ
「絶望性：ヒーロー治療薬」（第1話 - 第12話）
作詞・作曲・編曲 - スズム / 歌 - スズム feat. そらる
※第2話、第4話、第6話、第8話、第9話のエンディングでは、苗木とその回の終了時点で死亡している人物がバックに描かれている。第10話、第11話では生き残りを含めた15名となっている。
「再生-rebuild- (re:build ver.)」（第13話）
作詞 - em:óu / 作曲 - 岩瀬聡志 / 編曲 - 前口渉 / 歌 - 苗木誠 （緒方恵美）

挿入歌「ネガイゴトアンサンブル」（第2話）
作詞 - 中垣雄一郎 / 作曲・編曲 - MOSAIC.WAV / 歌 - 舞園さやか（大本眞基子）

### 各話リスト
| 話数 | 章         | サブタイトル                                                                     | 脚本     | 絵コンテ                   | 演出       | 作画監督                                                       | 総作画監督                |
| ---- | ---------- | -------------------------------------------------------------------------------- | -------- | -------------------------- | ---------- | -------------------------------------------------------------- | ------------------------- |
| #01  | PROLOGUE   | ようこそ絶望学園                                                                 | 上江洲誠 | 木村真一郎                 | 木村真一郎 | アミサキリョウコ                                               | 森田和明                  |
| #02  | CHAPTER 01 | イキキル （非）日常編                                                            | 上江洲誠 | 鎌田祐輔                   | 鎌田祐輔   | 長谷川哲也、黒澤桂子 成川多加志                                | 森田和明                  |
| #03  | CHAPTER 01 | イキキル 非日常編                                                                | 上江洲誠 | 岸誠二                     | 大橋明代   | 樋口博美、津熊建徳                                             | アミサキリョウコ          |
| #04  | CHAPTER 02 | 週刊少年ゼツボウマガジン （非）日常編                                            | 待田堂子 | 大原実                     | 岩田義彦   | 依田正彦、川田剛                                               | 森田和明                  |
| #05  | CHAPTER 02 | 週刊少年ゼツボウマガジン 非日常編                                                | 待田堂子 | 小林孝志                   | 小林孝志   | 黒澤桂子、廣瀬智仁                                             | アミサキリョウコ 森田和明 |
| #06  | CHAPTER 03 | 新世紀銀河伝説再び! 装甲勇者よ大地に立て! （非）日常編                           | 関根聡子 | 木村真一郎                 | 横田一平   | 伊藤依織子、本間充 武内啓                                      | アミサキリョウコ 森田和明 |
| #07  | CHAPTER 03 | 新世紀銀河伝説再び! 装甲勇者よ大地に立て! 非日常編                               | 関根聡子 | 鎌田祐輔                   | 鎌田祐輔   | アミサキリョウコ、樋口博美 深川可純、柳瀬雄之 内原茂、廣瀬智仁 | アミサキリョウコ 森田和明 |
| #08  | CHAPTER 04 | オール・オール・アポロジーズ I                                                   | 村田治   | 柳瀬雄之                   | 斉藤啓也   | 秋山宏、イナダヨシコ 服部憲知、渡辺健一                        | アミサキリョウコ 森田和明 |
| #09  | CHAPTER 04 | オール・オール・アポロジーズ II                                                  | 村田治   | 木村真一郎                 | 大橋明代   | 黒澤桂子、廣瀬智仁 大沢美奈                                    | 森田和明                  |
| #10  | CHAPTER 05 | 疾走する青春の絶望ジャンクフード （非）日常編                                    | 待田堂子 | 政木伸一                   | 下司泰弘   | 酒井孝祐                                                       | アミサキリョウコ          |
| #11  | CHAPTER 05 | 疾走する青春の絶望ジャンクフード 非日常編                                        | 待田堂子 | 小林孝志                   | 小林孝志   | 樋口博美、廣瀬智仁 内原茂                                      | 森田和明                  |
| #12  | CHAPTER 06 | 超高校級の不運が超高校級の殺人と 超高校級の処刑と超高校級の絶望を 引き寄せた理由 | 上江洲誠 | 木村真一郎                 | 野亦則行   | アミサキリョウコ、星野真澄 黒澤桂子                            | 森田和明                  |
| #13  | EPILOGUE   | さよなら絶望学園                                                                 | 上江洲誠 | 木村真一郎 岸誠二 小林孝志 | 木村真一郎 | 黒澤桂子、長谷川哲也 大沢美奈                                  | 森田和明                  |

### 放送局
| 放送地域   | 放送局             | 放送期間                             | 放送日時                                            | 放送系列   | 備考             |
| ---------- | ------------------ | ------------------------------------ | --------------------------------------------------- | ---------- | ---------------- |
| 近畿広域圏 | 毎日放送           | 2013年7月5日 - 9月27日               | 金曜 1:35 - 2:05（木曜深夜）                        | TBS系列    | 製作局           |
| 関東広域圏 | TBSテレビ          | 2013年7月6日 - 9月28日               | 土曜 1:55 - 2:25（金曜深夜）                        | TBS系列    |                  |
| 中京広域圏 | 中部日本放送       | 2013年7月6日 - 9月28日               | 土曜 2:35 - 3:05（金曜深夜）                        | TBS系列    |                  |
| 日本全域   | BS-TBS             | 2013年7月7日 - 9月22日 2013年9月28日 | 日曜 0:00 - 0:30（土曜深夜） 土曜 23:30 - 日曜 0:00 | BS放送     |                  |
| 日本全域   | ニコニコ生放送     | 2013年7月7日 - 9月29日               | 日曜 1:00 - 1:30（土曜深夜）                        | ネット配信 |                  |
| 日本全域   | ニコニコチャンネル | 2013年7月7日 - 9月29日               | 土曜 1:30 更新（土曜深夜）                          | ネット配信 |                  |
| 日本全域   | バンダイチャンネル | 2013年7月7日 - 9月29日               | 日曜 12:00 更新                                     | ネット配信 |                  |
| 日本全域   | AT-X               | 2013年7月11日 - 10月3日              | 木曜 22:30 - 23:00                                  | CS放送     | リピート放送あり |

### BD / DVD
セルソフト版のプロモーションでは、本作セルソフトと発売元が同じで同年に先行して発売されていたアメリカ映画『テッド』とのコラボレーションが実施され、モノクマとテッドの「日米ワルいクマ共演」が実現した。
初回限定盤特典
※各巻とも描き下ろし特製デジパック仕様、描き下ろし三方背ケース、全16Pブックレット付属
1. 小高和剛による書き下ろし短編小説「苗木誠、人生最悪の日」、特典CD第1弾（オープニングテーマ曲「DANGANRONPA」「Never Say Never」収録）、ダンガンゲーム「シロとクロ」基本カードキット（苗木・舞園・葉隠・朝日奈）
2. 特典CD第2弾（舞園さやかキャラクターソング「ネガイゴトアンサンブル」「モノクローム・アンサー」収録）、ダンガンゲーム「シロとクロ」拡張カードキット（大神・桑田）
3. 特典CD第3弾（第4話オープニングテーマ「モノクマおんど」フル&カラオケバージョン収録）、ダンガンゲーム「シロとクロ」拡張カードキット（十神・腐川）
4. 特典CD第4弾（苗木誠キャラクターソング「希望のダンガン」収録）、ダンガンゲーム「シロとクロ」拡張カードキット（大和田・石丸）
5. 特典CD第5弾（セレスティア・ルーデンベルクキャラクターソング「嘘つき女王〜la reine du menteur!!〜」「ゴシック・マスカレイド」収録）、ダンガンゲーム「シロとクロ」拡張カードキット（セレス・山田）
6. 特典CD第6弾（希望のラジオと絶望の緒方 特別出張版［ゲスト：櫻井孝宏《桑田怜恩 役》］収録）、ダンガンゲーム「シロとクロ」拡張カードキット（霧切・不二咲）

| 1 | 2013年8月28日  | 第1話           | GNXA-1601 | GNBA-2181 |
| 2 | 2013年9月25日  | 第2話 - 第3話   | GNXA-1602 | GNBA-2182 |
| 3 | 2013年10月23日 | 第4話 - 第5話   | GNXA-1603 | GNBA-2183 |
| 4 | 2013年11月27日 | 第6話 - 第7話   | GNXA-1604 | GNBA-2184 |
| 5 | 2013年12月20日 | 第8話 - 第9話   | GNXA-1605 | GNBA-2185 |
| 6 | 2014年1月29日  | 第10話 - 第11話 | GNXA-1606 | GNBA-2186 |
| 7 | 2014年2月26日  | 第12話 - 第13話 | GNXA-1607 | GNXA-2187 |

### Webラジオ（アニメ）
『ダンガンロンパ The Animation 希望のラジオと絶望の緒方』は、アニメ放送に先駆け、2013年6月5日から 2013年10月30日まで、アニメイトTV・音泉・HiBiKi Radio Stationにて毎週水曜日に配信されていたラジオ番組である。
パーソナリティ
緒方恵美（苗木誠 役）
主題歌
「Innocent Prisoner」
作詞 - em:óu / 作曲・編曲 - 設楽哲也 / 歌 - 緒方恵美
ゲスト
- 第1回（2013年6月5日 放送）：（なし）
- 第2回（2013年6月12日 放送）：石田彰（十神白夜 役）
- 第3回（2013年6月19日 放送）：（なし）
- 第4回（2013年6月26日 放送）：日笠陽子（霧切響子 役）
- 第5回（2013年7月3日 放送）：小高和剛（原作シナリオ）
- 第6回（2013年7月10日 放送）：大本眞基子（舞園さやか 役）
- 第7回（2013年7月17日 放送）：（なし）
- 第8回（2013年7月24日 放送）：上江洲誠（アニメ脚本）
- 第9回（2013年7月31日 放送）：（なし）
- 第10回（2013年8月7日 放送）：宮田幸季（不二咲千尋 役）
- 第11回（2013年8月14日 放送）：（なし）
- 第12回（2013年8月21日 放送）：鳥海浩輔（石丸清多夏 役）
- 第13回（2013年8月28日 放送）：比嘉勇二（アニメーションプロデューサー）
- 第14回（2013年9月4日 放送）：椎名へきる（セレスティア・ルーデンベルク 役）
- 第15回（2013年9月11日 放送）：やまけん
- 第16回（2013年9月18日 放送）：くじら（大神さくら 役）
- 第17回（2013年9月25日 放送）：岸誠二（監督）
- 第18回（2013年10月2日 放送）：豊口めぐみ（江ノ島盾子 役）
- 第19回（2013年10月9日 放送）：寺澤善徳（エグゼクティブプロデューサー）、希望ヶ峰学園購買部 担当T
- 第20回（2013年10月16日 放送）：松風雅也（葉隠康比呂 役）
- 第21回（2013年10月23日 放送）：高田雅史（音楽）
- 第22回（2013年10月30日 放送）：小高和剛、比嘉勇二、アミサキリョウコ（モノクマデザイン）

| 毎日放送 アニメイズム B1         | 毎日放送 アニメイズム B1                              | 毎日放送 アニメイズム B1         |
| 前番組                           | 番組名                                                | 次番組                           |
| -------------------------------- | ----------------------------------------------------- | -------------------------------- |
| 革命機ヴァルヴレイヴ 1stシーズン | ダンガンロンパ 希望の学園と絶望の高校生 The Animation | 革命機ヴァルヴレイヴ 2ndシーズン |

## 体感型ゲーム
ダンガンロンパ 希望の学園と絶望の高校生 The Animation×ナゾメイト
2013年9月21日から9月23日にかけて3331 Arts Chiyoda 3331ホールで1日5回公演されたナゾメイト主催の体感型ゲームである。謎解きを目的とした催しで、参加者は全国から超高校級の才能を持った生徒のみを集めた希望ヶ峰学園に入学し、学園の中で一生暮らし続けなければならないという状況と学園長モノクマから告げられた外に出るための残酷なルールの上で、無事に生き残り、事件のクロ（犯人）を探し出すという設定のもと参加する形となっている。アニメがキービジュアルになっている。
ダンガンロンパ 1・2 Reload CUBE おしおきのジグソーパズルルーム
2018年1月29日から7月16日までなぞともカフェ 新宿店・渋谷店・自由が丘店・名古屋栄店・京都新京極店・なんばパークス店・福岡天神店でミッションCUBE（キューブ） として催された。ダンガンロンパ 1・2 Reload となぞともカフェの第1弾コラボ。第2弾のベースはスーパーダンガンロンパ2 さよなら絶望学園なので該当記事参照。利用者は学級裁判に負けてしまった超高校級のパズルマスターとして、おしおきされそうになっていたところで苗木から連絡が入り、抜け出すヒミツの仕掛けがあることを知り、制限時間７６５秒の中でその仕掛けを解き明かすのを目的に参加する。
また、同店では『謎ときグッズNAZOLET（ナゾレット）「1時間1人1の扉」』というＣＤケースに入った冊子ツールとWEBサイトとで連動したミッションストーリーが体験できるブックレットも発売。購入場所に限らず、持ち寄ればどこでも楽しめる。こちらは、「人類史上最大最悪の絶望的事件」の準備の仕上げとして、希望ヶ峰学園の扉をロックするためのラストコードを入手する、という設定の下、謎解きをするという内容になっている。
ダンガンロンパ1・2 絶対に脱出させない希望ヶ峰学園
2020年9月11日から2021年3月7日までなぞともカフェ 新宿店・京都新京極店・なんばパークス店でなぞときCUBE（キューブ）として催される予定だった が、「なぞともカフェ」全店閉店が決まり、2020年11月30日までの催しとなった。利用者はモノクマとして、苗木達が封鎖された希望ヶ峰学園からの脱出計画練っているのを知り、阻止してコロシアイ学園生活を再開させるのを目的に参加する。CUBEパートと作戦パートに分かれており、CUBEパートは、「オープニング」の視聴と最後の謎に挑める「コントロールルーム」が用意されていてそれらを合わせて765秒の制限時間がある。作戦パートは、CUBEで「オープニング」を視聴した後にカフェスペースで専用キットと追加キットに制限時間無しに謎解きに挑み、CUBEパートの「コントロールルーム」を目指す。CUBEパートの「コントロールルーム」での謎解きが未達成の場合でも参加費より低価格での追加料金で再挑戦できた。

## 舞台

### 初演
『ダンガンロンパ THE STAGE〜希望の学園と絶望の高校生〜』のタイトルで公演。
- 2014年10月29日-11月3日、日本青年館・大ホール

キャスト
- 苗木 誠 - 本郷奏多
- 霧切 響子 - 岡本玲
- 十神 白夜 - 小澤亮太
- 腐川 冬子 - 大沢ひかる
- 大和田 紋土 - 八神蓮
- 石丸 清多夏 - 高木万平
- 桑田 怜恩 - 宮下雄也（RUN&GUN）
- 山田 一二三 - 向清太朗（天津）
- 朝日奈 葵 - 藤江れいな（NMB48）/ 大島なぎさ ※ ダブルキャスト
- 不二咲 千尋 - 石田晴香（AKB48）/ 奥仲麻琴（PASSPO☆）※ ダブルキャスト
- セレスティア・ルーデンベルク - 池端レイナ
- 大神 さくら - 山口ゆきえ（カーニバル）
- 舞園 さやか - 田中日奈子
- 葉隠 康比呂 - 松風雅也 / 石田明（NON STYLE）※ ダブルキャスト
- 学園長 - 風間トオル（映像出演）
- モノクマ - 大山のぶ代（声の出演）
- 江ノ島 盾子 - 神田沙也加

スタッフ
- 製作：吉田正大(beachwalkers.)
- プロデューサー：堀江慶（CORNFLAKES）・中崎裕介（東京音協）
- 演出：石田明（NON STYLE）
- 脚本：堀江慶
- シナリオ監修：小高和剛（スパイク・チュンソフト）
- 音楽：高田雅史（サウンドプレステージ）

テーマソング
「World's End Curtain Call -theme of DANGANRONPA THE STAGE-」
作詞 - 神田沙也加 / 作曲 - Billy / 歌 - TRUSTRICK
映像ソフト
- ブルーレイ＆DVD『ダンガンロンパ THE STAGE』 2015年3月12日発売

※大島なぎさ、奥仲麻琴、松風雅也はダイジェストでの出演。

### 再演
『ダンガンロンパ THE STAGE〜希望の学園と絶望の高校生〜2016』のタイトルで再演。以下のスケジュールで公演した。
- 2016年6月16日-26日、東京・Zeppブルーシアター六本木
- 2016年7月1日・2日、名古屋・東海市芸術劇場（ユウナル東海）
- 2016年7月7日-10日、大阪・サンケイホールブリーゼ
- 2016年7月15日・16日、神奈川・関内ホール 大ホール

キャスト
- 苗木 誠 - 本郷奏多[30]
- 霧切 響子 - 岡本玲
- 十神 白夜 - 中村優一[29]
- 腐川 冬子 - 七木奏音
- 葉隠 康比呂 - 松風雅也 / 長田庄平（チョコレートプラネット）※ ダブルキャスト
- 山田 一二三 - 松尾駿（チョコレートプラネット） / 雨野宮将明 ※ ダブルキャスト
- セレスティア・ルーデンベルク - 池端レイナ
- 桑田 怜恩 - 宮下雄也
- 大和田 紋土 - 村田充
- 石丸 清多夏 - 杉江大志
- 不二咲 千尋 - 石田晴香（AKB48） / 泉貴（THE HOOPERS） / 森山千菜美 ※ トリプルキャスト
- 朝日奈 葵 - 佐藤すみれ（SKE48） / 岩田華怜 / 松田彩希 ※ トリプルキャスト
- 舞園 さやか - 後藤郁[31]
- 大神 さくら - 山崎静代（南海キャンディーズ）[29]
- 学園長 - 風間トオル（映像出演）
- モノクマ - TARAKO（声の出演）
- 江ノ島 盾子 - 神田沙也加[32]

スタッフ
- 脚本・演出：田尾下哲[30]
- 音楽：高田雅史（サウンドプレステージ）
- 原作・監修・企画協力：スパイク・チュンソフト
- 制作：CORNFLAKES
- 後援：beachwalkers.
- 主催：希望ヶ峰学園演劇部/Zeppブルーシアター六本木運営委員会（東京公演のみ）

テーマソング
「REBORN AT CAUTION AREA –theme of DANGANRONPA THE STAGE 2016–」
作詞 - 神田沙也加 / 作曲 - Billy / 歌 - TRUSTRICK
映像ソフト
- ブルーレイ＆DVD『ダンガンロンパ THE STAGE 2016』 2016年9月26日発売

※長田庄平、松尾駿、泉貴、森山千菜美、岩田華怜、松田沙希はダイジェストでの出演。

## 関連商品

### 書籍
ダンガンロンパ 希望の学園と絶望の高校生 ビジュアルファンブック
登場キャラクターのイラスト&設定ラフ、ムービー絵コンテや、開発者へのインタビューなどを掲載したビジュアルブック。ソフトバンククリエイティブ発行。2011年2月3日発売。ISBN 978-4-7973-6357-9
ダンガンロンパ1・2 Reload 超高校級の公式設定資料集 -再装填-
『ダンガンロンパ1・2 Reload』の公式設定資料集。『ダンガンロンパ 希望の学園と絶望の高校生 ビジュアルファンブック』と『スーパーダンガンロンパ2 さよなら絶望学園 超高校級の公式設定資料集』の内容を再編集し加筆・修正して1冊にまとめたもの。各種設定画や初期稿・人物考察、開発資料やスペシャルインタビューなどを収録。エンターブレイン発行。2013年12月27日発売。ISBN 978-4-04-729366-3
ダンガンロンパ 希望の学園と絶望の高校生 The Animation 希望ヶ峰学園 学園案内
アニメ版のオフィシャルブックで、希望ヶ峰学園の学園案内パンフレット形式で作品を紹介している。一迅社発行。2013年9月27日発売。ISBN 978-4-7580-1340-6
ダンガンロンパ 希望の学園と絶望の高校生 The Animation オフィシャルコンプリートBOOK
アニメ版のオフィシャルムック本。ぴあ発行。2013年11月26日発売。ISBN 978-4-8356-2270-5
ダンガンロンパ 希望の学園と絶望の高校生 The Animation 超高校級の公式イラスト&原画集
アニメ版のキャラクターイラスト&原画集。KADOKAWA発行。2013年12月20日発売。ISBN 978-4-04-866065-5
ダンガンロンパ THE ANIMATION STAFF BOOK
アニメ版スタッフが寄稿しているスタッフブック。ラルケ発行。2013年12月29日発売。
ダンガンロンパ検定 公式テキスト&問題集
2016年2月28日に東京と大阪で開催された「ダンガンロンパ検定」の問題集。本作と『スーパーダンガンロンパ2 さよなら絶望学園』の各最終章までのキャラクター紹介、ストーリー、攻略情報なども記載。ぴあ発行。2015年11月13日発売。ISBN 978-4-83-562565-2

### 小説
ダンガンロンパ/ゼロ
担当シナリオライターである小高和剛が自ら小説化した本編の前日譚。レーベルは星海社FICTIONS。作中のイラストはキャラクターデザインの小松崎類が担当している。星海社が運営している最前線で連載されていたものであり、現在でも上巻分のテキストが無料公開されている。
- ダンガンロンパ/ゼロ（上） 2011年9月15日発売 ISBN 978-4-06-138812-3
- ダンガンロンパ/ゼロ（下） 2011年10月13日発売 ISBN 978-4-06-138815-4

ダンガンロンパ霧切
北山猛邦による霧切響子を主人公とした外伝小説。時系列は本編より以前のエピソードで、中学生時代の霧切響子が描かれている。レーベルは星海社FICTIONS。作中のイラストはキャラクターデザインの小松崎類が担当している。
- ダンガンロンパ霧切 1 2013年9月13日発売 ISBN 978-4-06-138875-8
- ダンガンロンパ霧切 2 2013年11月29日発売 ISBN 978-4-06-138885-7
- ダンガンロンパ霧切 3 2014年11月28日発売 ISBN 978-4-06-139906-8
- ダンガンロンパ霧切 4 2015年12月26日発売 ISBN 978-4-06-139930-3
- ダンガンロンパ霧切 5 2017年3月15日発売 ISBN 978-4-06-139960-0
- ダンガンロンパ霧切 6 2018年2月17日発売 ISBN 978-4-06-511150-5
- ダンガンロンパ霧切 7 2020年6月17日発売 ISBN 978-4-06-517533-0

ダンガンロンパ 希望の学園と絶望の高校生 The Animation（小説）
川上亮によるアニメ本編のノベライズ本。レーベルは富士見ドラゴンブック。作中のイラストはアニメ版コミカライズの月見隆士が担当している。
- ダンガンロンパ 希望の学園と絶望の高校生 The Animation（1） 2013年9月20日発売 ISBN 978-4-8291-4735-1
- ダンガンロンパ 希望の学園と絶望の高校生 The Animation（2） 2013年12月20日発売 ISBN 978-4-04-712984-9

ダンガンロンパ1・2 Beautiful Days
ダンガンロンパ1・2 Reloadの複数の著者による公式ノベルアンソロジー。レーベルはビーズログ文庫。ノベルだけでなくイラストも複数名。
- ダンガンロンパ1・2 Beautiful Days 2014年12月15日発売 ISBN 978-4-0473-0108-5

### 漫画
ダンガンロンパ 希望の学園と絶望の高校生（漫画・第1期）
エンターブレインのウェブコミック配信サイト『ファミ通コミッククリア』に2010年10月15日から連載された短期集中連載の漫画。ストーリーは体験版の内容に沿う。全3話。作画は燈谷朔。2012年6月末をもってウェブ公開終了。
単行本は一般発売されず、「ファミ通コミッククリア特別編集コミックス」として、ゲーム『ダンガンロンパ 希望の学園と絶望の高校生』のGameTSUTAYA・WonderGOOにおける店舗別予約特典として付属した。
ダンガンロンパ 希望の学園と絶望の高校生（漫画・第2期）
エンターブレインのウェブコミック配信サイト『ファミ通コミッククリア』に2011年6月24日より連載開始し、2013年10月18日まで連載された。事件の裏側を描いたスピンオフ作品。視点となるキャラクターは各章ごとに異なる。作画は燈谷朔。
- ダンガンロンパ 希望の学園と絶望の高校生（1） 2012年4月14日発売 ISBN 978-4-04-727986-5
- ダンガンロンパ 希望の学園と絶望の高校生（2） 2012年12月15日発売 ISBN 978-4-04-728572-9
- ダンガンロンパ 希望の学園と絶望の高校生（3） 2013年6月15日発売 ISBN 978-4-04-728982-6
- ダンガンロンパ 希望の学園と絶望の高校生（4） 2014年1月14日発売 ISBN 978-4-04-729407-3

ダンガンロンパ 希望の学園と絶望の高校生 The Animation（漫画）
角川書店の漫画雑誌『月刊少年エース』2013年5月号より連載開始し、2014年9月号まで連載された。タイトルの通りアニメ版のコミカライズで、作画は月見隆士が担当している。単行本のレーベルは角川コミックス・エース。
- ダンガンロンパ 希望の学園と絶望の高校生 The Animation（1） 2013年6月22日発売 ISBN 978-4-04-120776-5
- ダンガンロンパ 希望の学園と絶望の高校生 The Animation（2） 2013年12月24日発売 ISBN 978-4-04-120940-0
- ダンガンロンパ 希望の学園と絶望の高校生 The Animation（3） 2014年4月26日発売 ISBN 978-4-04-121088-8
- ダンガンロンパ 希望の学園と絶望の高校生 The Animation（4） 2014年8月26日発売 ISBN 978-4-04-102032-6

スモール ダンガンロンパ1・2ライト
KADOKAWA・アスキー・メディアワークスの漫画雑誌『電撃マオウ』2015年12月号より連載開始し、2016年5月号まで連載された。『1』と『2』の登場人物をミニキャラ化したギャグ漫画で、原作のようなコロシアイではなく「ダマシアイ」に置き換えられている。作画はきんぎん。
- スモール ダンガンロンパ1・2 ライト 2016年3月25日発売 ISBN 978-4-04-865853-9

一迅社のアンソロジーコミック
- ダンガンロンパ 希望の学園と絶望の高校生 4コマKINGS 2011年7月25日発売 ISBN 978-4-7580-0639-2
- ダンガンロンパ 希望の学園と絶望の高校生 4コマKINGS VOL.2 2011年9月24日発売 ISBN 978-4-7580-0656-9
- ダンガンロンパ 希望の学園と絶望の高校生 4コマKINGS VOL.3 2014年1月25日発売 ISBN 978-4-7580-0791-7
- ダンガンロンパ 希望の学園と絶望の高校生 4コマKINGS VOL.4 2014年4月25日発売 ISBN 978-4-7580-0805-1
- ダンガンロンパ 希望の学園と絶望の高校生 コミックアンソロジー 2011年8月25日発売 ISBN 978-4-7580-0650-7

- ダンガンロンパ 希望の学園と絶望の高校生 コミックアンソロジー VOL.2 2012年1月25日発売 ISBN 978-4-7580-0677-4
- ダンガンロンパ 希望の学園と絶望の高校生 コミックアンソロジー VOL.3 2014年2月25日発売 ISBN 978-4-7580-0793-1
- ダンガンロンパ 希望の学園と絶望の高校生 コミックアンソロジー VOL.4 2014年5月25日発売 ISBN 978-4-7580-0808-2

- ダンガンロンパ1・2 コミックアンソロジー 2014年7月25日発売 ISBN 978-4-7580-0816-7
- ダンガンロンパ1・2 コミックアンソロジー VOL.2 2014年11月25日発売 ISBN 978-4-7580-0833-4
- リバイバルショット! ダンガンロンパ 板垣ハコ作品集 2016年7月8日発売 ISBN 978-4-7580-0911-9
- トリプルバレット ダンガンロンパ 渡空燕丸作品集 2016年7月8日発売 ISBN 978-4-7580-0912-6

ダンガンロンパ 希望の学園と絶望の高校生 The Animation 電撃コミックアンソロジー
テレビアニメ版のアンソロジーコミック。アスキー・メディアワークス発行。2013年8月27日発売。ISBN 978-4-04-891833-6

### CD
ダンガンロンパ オリジナルサウンドトラック
ゲーム中楽曲・全63曲を収録したサウンドアルバム。エンディングテーマ「再生-rebuild-」も収録。
ダンガンラジオ〜希望のゲストと絶望のオガタ ダンガンラジオCD 1時限目
「ダンガンラジオ 希望のゲストと絶望のオガタ」第1回目の放送を収録したラジオCD。
ダンガンロンパ アナザーストーリーCD
「ダンガンラジオ 希望のゲストと絶望のオガタ」内で放送された各キャラクターのショートストーリーや、番組未公開の音源も収録したドラマCD。
- ダンガンロンパ アナザーストーリーCD △白版▽
- ダンガンロンパ アナザーストーリーCD ▽黒版△

ダンガンロンパ The Animation オリジナルサウンドトラック
ゲームのサウンドも担当した高田雅史による、アニメにて使用された既存ゲーム曲のアレンジに加え新曲も含めた全51曲を収録したサウンドアルバム。アニメのオープニング「DANGANRONPA」「Never Say Never」「モノクマおんど」、エンディング「絶望性：ヒーロー治療薬」、挿入歌の「ネガイゴトアンサンブル」も収録（いずれもTVサイズ）。
ラジオCD ダンガンロンパ The Animation 希望のラジオと絶望の緒方
「ダンガンロンパ The Animation 希望のラジオと絶望の緒方」のWeb配信分をMP3で収録したデータCDと、新規音源オーディオCDの2枚組。オーディオCDは、Vol.1は斎藤千和（朝日奈葵 役）をゲストに招いての新規録り下ろし、Vol.2は11月30日に行われた公開録音（ゲスト：大本眞基子・椎名へきる・松風雅也）の模様を収録。
- ダンガンロンパ The Animation 希望のラジオと絶望の緒方 Vol.1
- ダンガンロンパ The Animation 希望のラジオと絶望の緒方 Vol.2

### アプリ
ダンガンロンパ モノクマの逆襲
スマートフォン用アプリのゲーム。4つのミニゲームが収録されているミニゲーム集。
2012年4月27日よりAndroid版が、5月23日よりiOS版が無料配信開始。
アルターエゴ
スマートフォン用アプリのゲーム。アルターエゴとの会話やスケジュール管理、時刻の読み上げのほか、本編の紹介・キャラクターとの相性診断も収録したツールアプリ。
2012年4月27日よりAndroid版が、5月23日よりiOS版が無料配信開始。

### 卓上ゲーム
人狼系なりきり推理ゲーム ダンガンロンパ 1・2 超高校級の人狼
パーティーゲーム『汝は人狼なりや?』を原案としたダンガンロンパシリーズのキャラになりきってプレイするカードパーティーゲーム。1箱126枚収録。2013年10月25日にアルジャーノンプロダクトより発売。
人狼系なりきり推理ゲーム ダンガンロンパ1・2 超高校級の人狼 MANIAX（拡張版）
『超高校級の人狼』発売一周年記念で登場した拡張セット。『超高校級の人狼』本編を持っていないと遊べない。同じキャラクターで能力が異なるMANIAX版のキャラカードや、新たなロールカード・アイテムカードが追加されている。1箱30枚収録。2014年11月28日発売。
ダンガンロンパ はじめての学級裁判～人狼系なりきり推理ゲーム～
2020年6月3日に日本卓上開発より発売。上記とは違うがこちらも人狼系推理ゲームとなっている。制作協力はアークライト。
ダンガンロンパ 絶望のラブレター
2020年9月中旬に日本卓上開発より発売。本作はカナイセイジ協力のもとラブレターをベースにしたゲームである。制作協力はカナイ製作所とアークライト。

### BD/DVD
『ダンガンロンパ THE STAGE』 2015年3月12日発売。
『ダンガンロンパ THE STAGE 2016』 2016年9月26日発売。